# Convenzione matrimoniale
Nell'ordinamento giuridico italiano la convenzione matrimoniale è il contratto con il quale i coniugi stabiliscono un regime patrimoniale coniugale diverso dalla comunione legale, e cioè il regime di separazione dei beni o di comunione convenzionale.
È disciplinata negli articoli 162-166 del Codice civile. Deve essere stipulata in forma di atto pubblico. Può essere stipulata prima del matrimonio, all'atto del matrimonio o durante lo svolgimento del matrimonio.